# Piercy Ravenstone
Piercy Ravenstone fue el pseudónimo utilizado por el autor de dos obras de economía política publicadas en Londres en 1821 y 1824 y que se relacionan con el socialismo ricardiano. Se desconoce la identidad de la persona que se escondió tras el pseudónimo, pero debió tratarse de un conservador conocedor de las propuestas del socialista Robert Owen. En El Capital Karl Marx se refirió a la obra de Ravenstone en varias ocasiones.

## Obras
Las dos obras publicadas bajo el nombre de Piercy Ravenstone fueron Algunas dudas en materia de población y de economía política (A Few Doubts as to the Correctness of Some Opinions Generally Entertained on the Subjetcs of Population and Political Economy, Londres, 1821) y Reflexiones sobre el sistema financiero (Toughts on the Funding System, Londres, 1824). Aunque no se trata de dos obras estrictamente socialistas, hicieron una importante aportación al pensamiento socialista moderno, concretamente al llamado socialismo ricardiano.
Opuesto al maltusianismo defendió que el problema de la superpoblación se superaría cuando el trabajo quedara ligado a la propiedad —«la propiedad no existe, al menos no tiene una existencia válida, si no es mediante el trabajo del cultivador»— y se liberara del capital, es decir, cuando todos los miembros de la sociedad fueran pequeños campesinos o artesanos independientes. De esta forma el trabajo volvería a ser capaz de satisfacer las necesidades del individuo ya que los incrementos de la productividad no serían apropiados por los ociosos, rentistas y capitalistas, al contrario de lo que sucedía en la naciente sociedad industrial en la que «el interés del trabajador ha sido sacrificado a los de quien vive de su trabajo».